# گراردو نیولی
گراردو نیولی (به ایتالیایی: Gherardo Gnoli) (متولد ۶ دسامبر ۱۹۳۷، رم، درگذشت ۷ مارس ۲۰۱۲) خاورشناس و تاریخ ادیان‌شناس ایتالیایی بود. او یکی از برجسته‌ترین ایران‌شناسان و تاریخ‌دانان دینی نسل خود بود که خروجی علمی فوق‌العاده را با تمرکز مداوم بر سیاست فرهنگی ترکیب کرد، که خود را در مدیریت پرقدرت او بر دو نهاد فرهنگی مهم ایتالیایی نشان داد: مؤسسه دانشگاهی شرقی در ناپل (IUO، اکنون دانشگاه ناپل "L'Orientale") و مؤسسه ایتالیایی برای خاورمیانه و خاور دور (IsMEO)، که بعدها به مؤسسه ایتالیایی برای آفریقا و شرق (IsIAO) تبدیل شد.

## خانواده
گراردو نیولی در رم در خانواده‌ای تحصیل کرده به دنیا آمد. او پسر دوم آلدو نیولی و ماریا لنزی بود. در خانواده‌اش دمنیکو نیولی شاعر و تاریخ‌دان (1838 م تا 1915 م) و دومنیکو نیولی نقاش (1933 م تا 1970 م) بودند. او با ارمینیا میچلینا توچی ازدواج کرد که از او صاحب 2 پسر به نام‌های توماسو و آندره‌آس شد.

## حرفه
نیولی که از کنجکاوی فکری شدید و علاقه فراوان به ریشه‌های مسیحیت برخوردار بود، در سال تحصیلی ۱۹۵۶-۵۷ در دانشگاه ساپینزا رم ثبت‌نام کرد و شروع به تحصیل زبان‌ها و زبان‌شناسی سامی (آرامی، عبری و همچنین عربی) در دانشکده ادبیات و فلسفه کرد. او بعدها به مطالعات ایرانی روی آورد. مطالعه این زبان‌ها و سنت‌های فرهنگی، همراه با دانش عمیق، پرشور و جامع از زبان‌های کلاسیک و جهان باستان، منجر به درک خاصی از فرآیندهای بین فرهنگی شد که او را در طول زندگی همراهی کرد و سفرهای فکری گوناگون او را رقم زد.
در سال‌های دانشگاه، علاقه او به تدریج به سوی جهان ایرانی معطوف شد، که بخش اعظم مطالعات آینده خود را به آن اختصاص می‌داد. او با شرکت در دوره‌های دانشگاه ساپینزا رم، توسط تعدادی از استادان مسلم که هر کدام در زمینه مطالعات خود برجسته بودند، راهنمایی شد، که برخی از آنها به‌طور محو نشدنی شکل‌گیری او را به عنوان یک محقق رقم زدند. در میان دانشگاهیان در زمینه مطالعات سامی، حداقل باید از جورجیو لوی دلا ویدا (۱۸۸۶-۱۹۶۷)، که در آن زمان بازنشسته شده بود، و ساباتینو موسکاتی (۱۹۲۲-۱۹۹۷) یاد کرد. در حالی که مسیر متفاوتی از مطالعه را دنبال می‌کرد، گراردو نیولی وارث معنوی دومی بود، به‌ویژه در مورد نقش محوری که هر دو، یکی پس از دیگری، در توسعه مطالعات شرقی در ایتالیا ایفا کردند.
در زمینه مطالعات ایرانی، استادان او آنتونینو پاگلیارو (۱۸۹۸-۱۹۷۳)، زبان‌شناس مشهور و متخصص برجسته ایران باستان و زبان‌های آن، و الساندرو باوزانی درخشان (۱۹۲۱-۱۹۸۸)، شاید بزرگترین متخصص ایتالیا در ایران و اسلام بودند. علاوه بر این، او رابطه فکری عمیق و شدیدی با یکی دیگر از خاورشناسان برجسته آن دوران، جوزپه توچی (۱۸۹۴-۱۹۸۴) داشت، رابطه‌ای که تا حد زیادی آینده او را تعیین می‌کرد. پروفسور توچی، که قبلاً استاد برادرش رانیه‌رو نیولی (متولد ۱۹۳۰) بود، گزارشگر پایان‌نامه گراردو جوان با عنوان "جنبه‌هایی از معنویت ایرانی و هندی که در پانتئون پولی کوشانی منعکس شده است" بود که برای دفاع در ۱۶ مارس ۱۹۶۲ ارائه شد. پیوندی که بین استاد و شاگرد در هنگام آماده‌سازی پایان‌نامه ایجاد شد، در سال‌های بعد همکاری نیولی با IsMEO، بعداً IsIAO، که در آن زمان توسط توچی اداره می‌شد، ثمربخش بود.
در سال ۱۹۶۵، نیولی تنها در سن ۲۷ سالگی، برای تدریس مطالعات ایرانی به مؤسسه دانشگاهی شرقی [IUO]، ناپل، رفت و در سال ۱۹۶۸، استاد تمام شد و کرسی "ایرانیکا" را بر عهده گرفت، عنوانی که چند سال بعد به "فیلولوژی ایرانی" تغییر یافت. او در سال ۱۹۷۰ مدیر IUO و سپس رئیس آن شد، پستی که تا سال ۱۹۷۸ بر عهده داشت. در آن سال‌ها، او اصلاحات اساسی این نهاد باستانی را طراحی و به نتیجه مثبت رساند، که تحت رهبری او از یک دانشگاه تخصصی، با تنها یک دانشکده و تا حدودی هنوز هم مطابق با سنت کالج چینی‌ها - یک نهاد مذهبی که رسماً توسط پاپ کلمنت دوازدهم در ۷ آوریل ۱۷۳۲ به رسمیت شناخته شد، که توسط ماتئو ریپا (۱۶۸۲-۱۷۴۶) برای آماده‌سازی کشیشان جوان برای مأموریت خود در شرق ایجاد شده بود - به یک دانشگاه مدرن، سازمان یافته در دانشکده‌ها و بخش‌ها تبدیل شد. او توانست این کار را در حالی انجام دهد که در عین حال سنت مؤسسه را در علوم انسانی و مطالعات اجتماعی حفظ کند، هر دو زمینه تمرکز اصلی خود را بر مطالعه قاره آسیا و مدیترانه داشتند. در سال ۱۹۹۳ او به دانشگاه ساپینزا رم نقل مکان کرد، جایی که عضو دپارتمان مطالعات شرقی و دانشکده ادبیات و فلسفه شد و تا زمان بازنشستگی خود در آنجا تدریس کرد و پس از آن به عنوان استاد ممتاز منصوب شد.
پس از کناره‌گیری از سمت ریاست مؤسسه دانشگاهی شرقی، گراردو نیولی فراخوانده شد تا میراث جوزپه توچی را در IsMEO بر عهده بگیرد، جایی که او در سال ۱۹۷۹، پس از یک دوره کوتاه که زمام مدیریت در دستان توانمند ساباتینو موسکاتی بود، به عنوان رئیس انتخاب شد. او در تداوم کامل با توچی، توانست مؤسسه را با حمایت و گسترش مطالعات باستان‌شناسی، زبان‌شناسی، مردم‌شناسی و تا حدودی جامعه‌شناسی و سیاسی که توسط IsMEO انجام می‌شد، با زمان‌های در حال تغییر سازگار کند. این در لحظه‌ای تاریخی بود که آسیا به طور فزاینده‌ای نقش محوری در ژئوپلیتیک ایفا می‌کرد، در حالی که خاورمیانه، قفقاز و آسیای مرکزی تحت تأثیر تغییرات ناگهانی و تا حد زیادی پیش‌بینی نشده‌ای مانند انقلاب اسلامی در ایران و مداخله شوروی در افغانستان قرار گرفتند. همانطور که اغلب متأسفانه برای مؤسسات علمی و فرهنگی اتفاق می‌افتد، IsMEO با لحظاتی روبرو شد که با مشکلات جدی اقتصادی مشخص می‌شد و بیش از یک بار جامعه علمی علیه تعطیلی مؤسسه جنگید. در حادترین این بحران‌ها، نیولی طرحی را با توافق با نماینده مجلس تولیا کارتونی روماگنولی، برای ادغام IsMEO با مؤسسه ایتالیایی برای آفریقا طراحی کرد. این روند با مشکلاتی روبرو شد، با توجه به تفاوت اساسی و عمیق بین فعالیت‌های این دو نهاد، اما به دلیل نیاز به منطقی کردن هزینه‌ها پیش رفت. در نوامبر ۱۹۹۵ پارلمان جمهوری ایتالیا ادغام این دو نهاد و تشکیل IsIAO را تصویب کرد. گراردو نیولی تا سال ۲۰۱۱ رئیس آن بود، زمانی که به دلیل وخامت سلامتی خود، داوطلبانه استعفا داد و مارکو مانچینی جایگزین او شد. ماه‌های آخر زندگی نیولی با سختی‌ها و مشکلاتی که مؤسسه عزیز او با آن روبرو بود، تلخ شد، مؤسسه‌ای که به دلیل کمبود بودجه در معرض تعطیلی قرار گرفت، همانطور که متأسفانه در نهایت اتفاق افتاد.
در حالی که ابتدا ریاست مؤسسه دانشگاهی شرقی و سپس IsMEO/IsIAO را بر عهده داشت، گراردو نیولی همچنین خستگی‌ناپذیرانه پروژه‌های بین‌المللی بسیاری را مرتبط با علایق علمی خود ترویج می‌کرد. در طول سال‌های ۱۹۸۱-۸۳، او کمیته راهبری را هماهنگ کرد که منجر به تشکیل انجمن ایران‌شناسی اروپا (SIE) شد، انجمنی که مقر آن تا آخرین روزهایش در IsIAO بود و سپس به ISMEO جدید منتقل شد، که خود اکنون توسط دانشگاه ساپینزا رم میزبانی می‌شود. SIE بیش از چهارصد متخصص در مطالعات ایرانی را که در دانشگاه‌ها و مؤسسات علمی در سراسر جهان فعال هستند، گرد هم می‌آورد. در طول سال‌ها گراردو نیولی همچنین تعهد ویژه‌ای به دانشنامه ایرانیکا که توسط احسان یارشاطر تأسیس شده بود، داشت. او از ابتدا عضو کمیته مشورتی آنجا بود و همچنین مقالات برجسته بسیاری را نیز ارائه کرد. از جمله مشارکت‌های فراوان او در سایر آثار مرجع، می‌توان به مقالات نوشته شده برای دانشنامه دین ویرایش شده توسط میرچا الیاده، مقالات ارائه شده به لِسیکو یونیورسال ایتالیانو و مقالات منتشر شده در دیکشنریو دله رلیجونی جووانی فیلورامو اشاره کرد.
نمونه گراردو نیولی به نسلی کامل از محققان کمک کرد تا بعد بین‌المللی مورد نیاز برای تحقیق را کاملاً درک کنند. در واقع، او هرگز اقدام خود را محدود به ایتالیا یا حتی اروپا نمی‌دانست. برعکس، او از توچی، بنیانگذار شرق و غرب، یک مجله علمی که از اولین شماره خود در سال ۱۹۵۰ به طور کامل به زبان انگلیسی منتشر شده است، نیاز به فعالیت در عرصه‌ای وسیع‌تر را آموخت؛ و در طول سال‌ها احترام و اعتبار متقابل قوی با محققان برجسته در اروپا، آسیا و آمریکا ایجاد کرد. علاوه بر این، او همیشه دانشجویان فارغ‌التحصیل خود را تشویق می‌کرد تا بخشی از تحصیل خود را در خارج از کشور بگذرانند تا ضمن آشنایی با مباحث بین‌المللی، با روش‌های دیگر تحقیق نیز آشنا شوند و به آنها اعتماد پیدا کنند. این یکی از دلایلی است که او را به شرکت در کمیته‌های علمی بسیاری از مجموعه‌ها و مجلات (Res Orientales، Acta Iranica، Silk Road Studies، Iranica Antiqua، Studia Iranica، Mediterraneo Antico و Ancient Civilisations from Scythia to Siberia) سوق داد. در داخل کشور، او رئیس هیئت تحریریه شرق و غرب و مدیر برخی از مجموعه‌های منتشر شده توسط IsMEO/IsIAO (Serie Orientale Roma، Reports and Memoirs، Repertoria ac Bibliographica، Il Nuovo Ramusio) بود.
گراردو نیولی همچنین عضو آکادمی‌های متعدد و برخی از معتبرترین انجمن‌های بین‌المللی مانند آکادمی ملی لینچه‌ای، مؤسسه فرانسه، آکادمی علوم روسیه، آکادمی علوم مجارستان، آکادمی علوم تورین، انجمن بین‌المللی مطالعات مانوی، انجمن آسیایی، انجمن ایران‌شناسی اروپا، تراست هند و ایران باستان و انجمن تاریخ ادیان بود، انجمنی علمی که او تا زمان مرگش به عنوان رئیس آن خدمت کرد.
چندین موضوع درهم تنیده به طور مکرر در تحقیقات گراردو نیولی یافت می‌شود، که علایق او، پس از سال‌های اولیه دانشگاه، بیشتر و بیشتر بر تاریخ ادیان، زبان‌ها و تاریخ اندیشه در ایران پیش از اسلام، با برخی انحرافات پراکنده در حوزه زبان‌های سامی، اولین آموزش آکادمیک او، متمرکز شد. در اواخر دهه ۱۹۵۰، IsMEO به تدریج دامنه فعالیت خود را به پاکستان، افغانستان و ایران گسترش داد و این محقق ایتالیایی در این زمینه با برنامه‌های مختلف مؤسسه همکاری کرد. به طور مشخص‌تر، به این سال‌هاست که باید علاقه او به یهودی-فارسی و اولین تدوین "فرضیه سیستان" را نسبت داد.
نیولی اولین تک‌نگاری خود را به انتشار کتیبه‌های تدفین یهودی-فارسی کشف شده در غور اختصاص داد، وظیفه‌ای که مطالعات او در زمینه زبان‌های سامی مفید واقع شد. او تسلطی در زبان‌های سامی و ایرانی با فیلیپ ژینیو، محقق فرانسوی که در طول سال‌ها رابطه ثمربخش و دوستانه‌ای با او داشت، به اشتراک گذاشت.
اگرچه نیولی همیشه به متون یهودی-فارسی علاقه داشت، انتشار کتیبه‌های تدفین یافت شده در منطقه غور قرار بود به عنوان یک اپیزود مجزا در حرفه او باقی بماند. کاملاً متفاوت، جلد مطالعات مربوط به سیستان باستان که در سال ۱۹۶۷ منتشر شد، حاوی بذرهای بسیاری از موضوعاتی بود که به طور مداوم در تحقیقات بعدی او توسعه یافتند. اینها شامل جغرافیای تاریخی، محوریت متون زرتشتی (منابع اصلی تحقیق او)، مسئله منشأ زرتشتی‌گری و فرضیه سیستان است که به درستی نقش محوری ایفا شده توسط این منطقه ایرانی در تاریخ مذهبی زرتشتی را تشخیص داد.
دهه ۱۹۸۰ دهه اوج خلاقیت برای نیولی بود: او شاهد انتشار تک‌نگاری خود در مورد تاریخ و زادگاه زرتشت، چهار درس در کلژ دو فرانس و در نهایت مقاله انتقادی استادانه در مورد پیدایش ایده ایران بود. در زمان و سرزمین زرتشت (۱۹۸۰) او پیشنهاد داد که تاریخ زرتشت را به آغاز هزاره اول قبل از میلاد نسبت دهد و زادگاه او را در منطقه وسیع سیستان قرار دهد - اصطلاحی که او با آن منطقه‌ای بزرگتر از منطقه شرق ایران که اکنون به عنوان سیستان شناخته می‌شود را تعریف کرد. روحیه قوی و انتقادی گراردو نیولی معطوف به نقد کار خود و نه فقط کار سایر محققان بود. یکی از درس‌های بزرگی که او به شاگردانش آموخت، داشتن شهامت تغییر نظر بود. این همان چیزی است که برای او در مورد تاریخ زرتشت اتفاق افتاد. پس از تفکر بسیار و شب‌های طولانی که صرف گفتگو با ایلیا گرشویچ، شاگرد والتر برونو هنینگ، که اغلب در کالج عیسی در کمبریج به او سر می‌زد، شد، نیولی به باورپذیری تاریخ سنتی زرتشت متقاعد شد و تاریخ متاخری برای وجود پیامبر را پذیرفت و از آن دفاع کرد، همانطور که قبلاً، از جمله توسط هنینگ و گرشویچ پیشنهاد شده بود. در واقع، در کتاب خود زرتشت در تاریخ (۲۰۰۰)، کتابی که بر اساس مجموعه سخنرانی‌های دوسالانه یارشاطر در سال ۱۹۹۷ در دانشگاه کالیفرنیا، لس آنجلس برگزار شد، او به مسئله تاریخ زرتشت بازگشت و پس از ارائه قانع‌کننده شواهد تاریخی، کار خود را با بیان اینکه محتمل‌ترین تاریخ‌ها برای زندگی زرتشت ۶۱۸-۵۴۱ قبل از میلاد است، به پایان رساند.
اگرچه او به دلیل تغییر نظرش در مورد چنین موضوع مورد بحثی به شدت مورد انتقاد قرار گرفت، باید توجه داشت که با این وجود نیولی همیشه در عمیق‌ترین برداشت خود از آیین زرتشت ثابت قدم بود و زرتشت را بنیانگذار تاریخی این دین، آغازگر تغییری می‌دانست که در عین حال بخشی از یک سنت مذهبی ریشه‌دار بود. در این مورد، موضع او کاملاً با موضع برخی از محققان مانند ژ. کلنز و پرودس اکتور شروو که وجود خود پیامبر را انکار می‌کنند، فاصله دارد. همچنین با موضعی که در دهه ۱۹۶۰ توسط محققانی مانند ام. موله  مطرح شد، فاصله دارد، که تحت تأثیر ساختارگرایی که در آن زمان رایج بود، تلاش می‌کرد نشان دهد که افسانه زرتشت، که عمدتاً از طریق منابع فارسی میانه و فارسی شناخته می‌شود، در واقع ریشه‌های بسیار قدیمی‌تری دارد که از آیینی ناشی می‌شود که قبلاً در گاتاها مشهود بود. این دیدگاه، بدون انکار امکان وجود یک زرتشت تاریخی، مشکل وجود و تاریخ زرتشت را کاملاً زائد می‌دانست. به طور مشخص‌تر در مورد تاریخ‌گذاری زرتشت، موضع نیولی اکنون به شدت با مواضع محققان و ایران‌شناسانی مانند ام. بویس و ش. شهبازی متفاوت بود.
کتاب از زرتشت تا مانی: چهار درس در کلژ دو فرانس (۱۹۸۵) نیولی، طرحی از تاریخ آیین زرتشت - و به تبع آن معنویت ایرانی پیش از اسلام - از منشأ آن، که در دو درس اول مورد بحث قرار می‌گیرد، تا دوره هخامنشی (درس سوم) و فراتر از آن تا دوره اول ساسانی، زمانی که دین زرتشت با اعتقاد مانوی برخورد کرد و مطابق با روح زمان پیروز شد (درس چهارم) ترسیم کرد.
سرانجام، در سال ۱۹۸۹ نیولی کتاب ایده ایران را منتشر کرد، شاید هیجان‌انگیزترین کتاب او، که تولد و پیدایش ایده ایران را ردیابی کرد، ریشه‌های آن را شناسایی کرد و به طور قانع‌کننده‌ای نشان داد که هویت ملی ایران تنها در قرن سوم، زمانی که اصطلاح ایرانشهر برای تعریف موجودیت سیاسی تحت حاکمیت ساسانیان به کار رفت، به یک مفهوم سیاسی تمام عیار تبدیل شد. این کتاب همچنین نشان می‌دهد که چگونه تولد یک هویت ملی به خوبی با حرکت کلی‌تر تاریخ که در قرن سوم شاهد ظهور موجودیت‌های ملی مختلف در منطقه بود، مطابقت دارد. علاوه بر این، توجه دقیقی به تعامل بین آیین زرتشت و هویت ایرانی، یک تعامل بسیار نزدیک، در واقع تقریباً صمیمی به ویژه در اوایل دوره ساسانی، و به ویژه به لطف گنجاندن سنت ملی ایرانی در متون مذهبی، شده است. این موضوع توسط نیولی در مقاله‌ای کوتاه که در سال ۱۹۹۳ منتشر شد، بیشتر مورد بررسی قرار گرفت.
گراردو نیولی با وجود سنگینی مسئولیت‌های علمی و اداری، توجه ویژه‌ای به برگزاری سمینارها و سایر فرصت‌ها برای ملاقات و بحث محققان داشت. او چندین کنفرانس را مدیریت کرد و از انتشار مجموعه مقالات آنها مراقبت کرد و همچنین ویرایش برخی از جلدهای جمعی، مانند سه جلد یادبود جوزپه توچی، که به همراه چین‌شناس لیونلو لانچیوتی ویرایش شد و اثر چند جلدی در مورد مانویت، که متأسفانه ناتمام گذاشت. نیولی هنگام تصور پروژه اخیر، هدف بلندپروازانه‌ای را برای خود تعیین کرده بود تا تمام اسناد مکتوب مربوط به دینی که توسط مانی تأسیس شده بود را به جز متون جدلی ضد مانوی نوشته شده توسط پدران کلیسا، که برای گنجاندن در پروژه بسیار حجیم بود، منتشر کند. سه جلد اول این مجموعه توسط بنیاد لورنزو والا منتشر شده است. جلد چهارم و پایانی که تحت نظارت او نیز برنامه‌ریزی شده بود، هنوز در دست تهیه است.
بیشتر مقالات گراردو نیولی به مسائل مربوط به تاریخ مذهبی ایران پیش از اسلام، با تمرکز ویژه بر آیین زرتشت می‌پردازد. در این زمینه، مشارکت‌های او در مورد تاریخ زرتشت، در مورد تعریف hu̯arnah- ، مواردی که فرضیه سیستان را تشریح می‌کنند، موارد مربوط به جنبه‌های خاص آموزه مزدیسنا و مشارکت‌های او در مورد سیاست مذهبی هخامنشیان و ساسانیان قابل توجه است. مقالات او در مورد مانویت، در مورد دوگانه‌گرایی و در مورد زوروانیسم بسیار مهم بود. مطالعات او در مورد جغرافیای تاریخی نیز کاملاً مرتبط بود - علاقه‌ای که او از ابتدای مطالعات خود داشت و به خوبی با تحقیقات او در مورد تاریخ و زادگاه زرتشت ترکیب می‌شد.
یکی دیگر از زمینه‌های تحقیقاتی که گراردو نیولی به طور گسترده در آن مشارکت داشت، مطالعه پیدایش ایده ایران بود که در مورد آن کتاب و تعدادی مقاله بسیار تحریک‌کننده نوشت؛ مقالات او در مورد دوره ساسانی و فضای فرهنگی آن مربوط به این موارد بود. در نیمه دوم قرن بیستم و سپس در قرن بیست و یکم، نیولی علاقه خود را به مطالعات سامی، با تشویق موفقیت‌های درخشان مأموریت‌های باستان‌شناسی ایتالیا در یمن (IsMEO/IsIAO)، که در واقع کتیبه‌خوان آن بود، از سر گرفت. کتابشناسی‌های دقیق آثار او را می‌توان در جلد مطالعات منتشر شده به افتخار او به مناسبت شصت و پنجمین سالگرد تولدش و در جزوه‌ای حاوی مشخصات گراردو نیولی و کتابشناسی به روز شده او که گروهی از دانشجویان، دوستان و همکاران به مناسبت هفتادمین سالگرد تولدش به او تقدیم کردن یافت.
گراردو نیولی به عنوان یک معلم، هم سخت‌گیر و هم بردبار بود. او همیشه در نشان دادن مسیرهای جدید تحقیق، در گفتن به دانشجویانش که کدام نشریات جدید را برای خواندن ضروری یا مفید می‌دانست و در اختصاص دادن بخش‌های زیادی از وقت گرانبهای خود به بحث در مورد متنوع‌ترین موضوعات، بسیار سخاوتمند بود. او می‌دانست که چگونه این کار را با چنان ادب و لطافتی انجام دهد که هرگونه فاصله‌ای بین معلم و دانشجو، بین استاد و شاگرد را از بین ببرد. او هرگز مستعد انتقاد تند نبود و ترجیح می‌داد نقاط قوت دانشجو، هر چقدر هم کم، را برجسته کند تا نقاط ضعف. او همیشه دانشجویان را تشویق می‌کرد که دیدگاه‌های سایر محققان را جستجو کنند و به آنها توصیه می‌کرد که برای عادت کردن به یک زمینه بین‌المللی به خارج از کشور بروند. در انجام مسئولیت‌های سازمانی در IUO، سپس در IsIAO/IsMEO، او همکارانی را انتخاب می‌کرد که هم در زمینه مطالعات خودشان شایسته و هم به خود مؤسسه وفادار بودند. او می‌توانست بهترین‌ها را از کارکنان و همکارانش بیرون بکشد، ویژگی‌های هر یک را تقویت کند و نقاط ضعف را پنهان کند. او از این ویژگی نادر برخوردار بود که هر کسی را بدون توجه به جایگاهش در گفتگو با او راحت می‌کرد، اما بدون چشم‌پوشی از اقتدار بزرگ خود، که به درستی دوست داشت آن را "اقتدار اخلاقی" بنامد.

او از سال ۱۹۶۸ تا ۱۹۹۳ استاد کرسی ایران‌شناسی دانشگاه شرق‌شناسی ناپل و سپس ریاست آن را به عهده داشت. او سپس به دانشگاه لا ساپینتزای رم منتقل و از سال ۱۹۹۳ تا ۲۰۰۸ استاد کرسی «تاریخ دین در ایران و آسیای مرکزی» شد. نیولی همچنین در سال ۱۹۷۹ به ریاست مؤسسه ایتالیایی مطالعات خاورمیانه و خاور دور منصوب گردید. او ریاست انجمن ایتالیایی تاریخ ادیان از سال ۲۰۰۵ تا زمان فوت خویش به عهده داشت.
حوزه پژوهش‌های وی ادیان و زبان‌های باستانی ایران بود. وی در تأسیس انجمن ایرانشناسی اروپا نقش مهمی داشته‌است. از نیولی هشت کتاب و بیش از دویست مقاله منتشر شده‌است. وی در سال ۲۰۱۲ میلادی در سن هفتاد و پنج سالکی در گذشت. از مهمترین آثار وی زمان و زادگاه زردشت است که در سال ۱۹۸۰ منتشر و توسط سید سجادی به فارسی ترجمه شد. کتاب دیگر نویسنده به زبان انگلیسی تحت عنوان آرمان ایران نیز توسط سید سجادی ترجمه شده‌است. همچنین دو کتاب دیگر نیولی زردشت در تاریخ و از زردشت تا مانی نیز به فارسی ترجمه شده‌اند.
نیولی در دهه ۹۰ میلادی ناپل را رها کرد و به دانشگاه رم آمد و در آنجا کرسی استادی در رشته تاریخ ادیان ایرانی و آسیای میانه را بر عهده گرفت. مطالعات نیولی به‌طور عمده بر ایران و تاریخ ادیان مختلف در پیش از اسلام متمرکز بود.
یکی از کارهای کلیدی و مهم نیولی مطالعه در خصوص مفهوم یا ایده ایران بود. کتاب مشهورش به نام «The Idea of Iran. An essay on its origin» به تفصیل به این موضوع می‌پردازد که نام و مفهوم ایران از چه زمان و چگونه شکل گرفت و وارد تاریخ شد. این کتاب با نام «آرمان ایران: جستاری در خاستگاه نام ایران» توسط سید منصور سیدسجادی به فارسی ترجمه شده‌است.

## زرتشت از نظر نیولی
نیولی زرتشت را شخصیت تاریخی می‌داند که با تبلیغ یکتاپرستی و ستایش اهورامزدا و رد پرستش دیوان تأثیر شگرفی بر تحول ادیان ایرانی گذاشت. وی محل زندگی زرتشت را نواحی شرقی ایران به‌طور خاص سیستان و نواحی مجاور هندوکش و بلخ می‌داند و زمان زندگی وی را اواخر هزاره دوم پیش از میلاد در نظر می‌گیرد. او همچنین می‌کوشد شخصیت تاریخی زرتشت را ترسیم کند. زرتشت را پیامبری مخالف آئین‌گرایی ترسیم می‌کند که با دسته‌های مختلف جوانان جنگجوی آن نواحی که دیو می‌پرستیدند در ستیز است. زرتشت از نظر نیولی در تقابل با کیش قربانی قرار داشت و می‌کوشید معنویت اخلاقی را که از سویی توحیدی و از سوی دیگر ثنوی بود جایگزین این اعمال کند. ثنویت زرتشت دوگانگی مابین اشه (راستی) و دروگ (دروغ) بود، نه دوگانگی مابین اهورامزدا و اهریمن. از نظر نیولی این ثنویت بعدها وجهی الاهیاتی یافت که احتمالاً مغان مسئول آن بودند.

## آثار
- Le iscrizioni giudeo-persiane del Ġūr (Afghanistan) (1964)
- Inventario delle iscrizioni sudarabiche, t. 2: Shaqab al-Manaṣṣa (1993)
- Zoroaster’s Time and Homeland (1980; ed. persiana Teheran 2003)
- De Zoroastre à Mani: Quatre leçons au Collège de France (1985)
- Zoroaster in History (2000)
- The Idea of Iran. An essay on its origin (1989)
- Iran als religiöser Begriff im Mazdaismus (1993)
- Il Manicheismo, 2 voll. , 2003-2006

## ترجمه به زبان فارسی
آثار زیر از گراردو نیولی تاکنون به زبان فارسی ترجمه شده‌اند:
- از زردشت تا مانی، ترجمهٔ آرزو رسولی (طالقانی)، تهران: ماهی، ۱۳۹۰.
- پژوهش‌های تاریخی دربارهٔ سیستان باستان، ت‍رج‍م‍هٔ م‍ن‍ص‍ور س‍ی‍دس‍ج‍ادی، ت‍ه‍ران: ماهی، ۱۳۸۷؛ نشر موازی: پیشین‌پژوه، ۱۳۹۵.
- زردشت در تاریخ، ترجمهٔ مهدیه چراغیان، تهران: بنگاه ترجمه و نشر کتاب پارسه، ۱۳۹۳؛ انتشارات ماهی، ۱۳۹۵.
- زم‍ان و زادگ‍اه زرت‍ش‍ت: پ‍ژوه‍ش‍ی درب‍ارهٔ م‍زدای‍ی‌گ‍ری، ت‍رج‍م‍هٔ م‍ن‍ص‍ور س‍ی‍دس‍ج‍ادی، ت‍ه‍ران: آگ‍ه، ۱۳۸۷؛ آگ‍اه، ۱۳۸۱.
- آرمان ایران: جستاری در خاستگاه نام ایران، ترجمهٔ منصور سیدسجادی، تهران: پیشین‌پژوه، ۱۳۸۷.

### مقاله
- مقالاتی چند دربارهٔ اوستا، مقالاتی از ژان کلنز، گراردو نیولی، کارل هوفمان، مری بویس، ترجمهٔ سیدسعیدرضا منتظری و مجید طامه، قم: نشر ادیان، ۱۳۹۴.
- هویت ایرانی: از دوران باستان تا پایان پهلوی، احمد اشرف و دو مقاله از گراردو نیولی و شاپور شهبازی، ترجمه و تدوین حمید احمدی، تهران: نشر نی، ۱۳۹۵.
- ده گفتار دربارهٔ زبان خوارزمی، آثاری از والتربرونو هنینگ، دیویدنیل مکنزی، هلموت هومباخ، گراردو نیولی، ترجمهٔ یدالله منصوری، تهران: طهوری، ۱۳۸۷.